# سیارک ۴۹۲۶
سیارک ۴۹۲۶ (به انگلیسی: 4926 Smoktunovskij، نامگذاری:1982ST6) چهار هزار و نهصد و بیست و ششمین سیارک کشف شده‌است که در ۱۶ سپتامبر ۱۹۸۲ کشف شد.
قدر مطلق سیارک برابر ۱۲٫۷۰ است.